# 青春奇談 可愛い悪魔
『青春奇談 可愛い悪魔』（せいしゅんきだん かわいいあくま）は、西岸良平による日本の漫画作品。『漫画アクション』（双葉社）にて連載された。単行本は全1巻。『青春奇談 赤い雲』の続編。

## あらすじ
駆け出し漫画家の耕介は妹と2人暮らしをしていたが、魔力を持つ猫のワニ丸を譲られて以来、様々な怪事件に巻き込まれるようになる。

## 主な登場人物
東山耕介
漫画家のタマゴ。両親を事故で亡くし、妹の久美子と2人暮らしをしている。作中の序盤では出版社に何度持ち込みをしても断られていたが、中盤以降に2本の連載が決まり、売れっ子となる。高校時代は水泳部に所属していた。21歳。
東山久美子
耕介の妹。養子のため、血の繋がりはない。ハンバーガー店などで働きながらイラストの勉強をしており、耕介のアシスタントも勤める。兄に対して恋愛感情を抱いている。18歳。
ワニ丸
猫又。300年前から生きており、血統書には飼い主だった人間の名前が書かれている。久美子の実の祖父である大公路伯爵より遺産として譲られてきた。魔力を持っており、多様な超能力を操る。また人間の言葉を喋り、巧みな料理の腕を見せ、アシスタントもこなす。
血引（ちびき）
編集者。耕介を高く評価しており、中盤以降に連載を依頼してくる。完全に夜型の生活をしており、太陽に当たるとめまいを起こすほど。昼間は段ボール箱の中で眠るという奇癖がある。
A・D・ランス
第一話「魔獣」に登場する生物学博士。ランス生物学研究所所長。トカゲの尾の再生についての研究中、偶然から複数の尾をもつようになった生物が高い知能や様々な超能力をもつようになることを発見する。
ブンチンチン
ランス博士による2本目の尻尾の移植手術により、高い知能とワニ丸と互角レベルの魔力を持った魔犬。愛称はブンティ。初対決時にワニ丸の尻尾を2本とも切り落としたが、再戦で逆に尻尾を2本とも切り落とされ、普通の犬に戻る（ワニ丸と違い、オリジナルの複数尻尾妖怪（猫又）ではないため、尻尾は切り落とされると再生できない）後に彗星型UFOで地球侵略にやってきた宇宙人に対抗するため、ワニ丸の要望により再び2本の尻尾を移植され共闘するが、勝利後に行方不明になる（後にワニ丸が「移植手術が不完全なため、いずれ尻尾が腐り落ちて普通の犬に戻ってしまうだろう」と述べている）。名前は名犬リンチンチンのパロディ。

## コミック
- 1983年12月19日 - 双葉社よりアクションコミックスのレーベルで発行
- 1991年3月22日 - A5判サイズにて再版される
- 2002年8月18日 - 西岸良平名作劇場『可愛い悪魔』としてコンビニコミック形式で再版される
- 2011年1月20日 - 双葉文庫名作シリーズとしてコミック文庫化される